# Peter Bjorn
Peter Bjorn (Montréal, 27 agosto 1939) è un velista canadese.

## Biografia
È padre di Tyler Bjorn e Kai Bjorn, entrambi velisti di caratura internazionale.
Ha rappresentato il Canada ai Giochi olimpici estivi di Monaco di Baviera 1972.